# Orlando Naranjo
| Odkryte planetoidy: 38 | Odkryte planetoidy: 38 |
| ---------------------- | ---------------------- |
| (9357) Venezuela       | 11 stycznia 1992       |
| (9605) 1992 AP3        | 11 stycznia 1992       |
| (10344) 1992 CA2       | 12 lutego 1992         |
| (11089) 1994 CS8       | 8 lutego 1994          |
| (11193) Mérida         | 11 grudnia 1998        |
| (12359) Cajigal        | 22 września 1993       |
| (12360) Unilandes      | 22 września 1993       |
| (12366) Luisapla       | 8 lutego 1994          |
| (12367) Ourinhos       | 8 lutego 1994          |
| (12758) Kabudari       | 22 września 1993       |
| (14005) 1993 SO3       | 22 września 1993       |
| (14918) 1994 BP4       | 21 stycznia 1994       |
| (15050) Heddal         | 12 grudnia 1998        |
| (15453) Brasileirinhos | 12 grudnia 1998        |
| (16565) 1992 CZ1       | 12 lutego 1992         |
| (16645) Aldalara       | 22 września 1993       |
| (17494) Antaviana      | 11 stycznia 1992       |
| (17873) 1998 XO96      | 11 grudnia 1998        |
| (23501) 1992 CK1       | 12 lutego 1992         |
| (29691) 1998 XH96      | 11 grudnia 1998        |
| (29692) 1998 XE97      | 11 grudnia 1998        |
| (31384) 1998 XE96      | 11 grudnia 1998        |
| (31385) 1998 XF96      | 11 grudnia 1998        |
| (35678) 1998 XW96      | 11 grudnia 1998        |
| (48565) 1994 CA9       | 8 lutego 1994          |
| (49430) 1998 XZ96      | 11 grudnia 1998        |
| (56065) 1998 XB97      | 12 grudnia 1998        |
| (59151) 1998 XK96      | 12 grudnia 1998        |
| (66189) 1998 XA97      | 12 grudnia 1998        |
| (74400) Streaky        | 11 grudnia 1998        |
| (79864) 1998 XG96      | 11 grudnia 1998        |
| (79889) 1999 AJ35      | 8 stycznia 1999        |
| (91210) 1998 XS96      | 11 grudnia 1998        |
| (96609) 1999 AQ35      | 9 stycznia 1999        |
| (120997) 1998 XT96     | 11 grudnia 1998        |
| (137096) 1998 XG97     | 11 grudnia 1998        |
| (137169) 1999 GY9      | 9 kwietnia 1999        |
| (237422) 1999 AF35     | 9 stycznia 1999        |
| 1.                     |                        |

Orlando Antonio Naranjo Villarroel (ur. w 1951) – wenezuelski astronom.
Odkrył 38 planetoid (35 samodzielnie oraz 3 wspólnie z Jürgenem Stockiem). Dokonał także niezależnego odkrycia komety Shoemaker-Levy 9, jednakże stało się to dwa dni po jej odkryciu przez Carolyn i Eugene'a Shoemakerów oraz Davida Levy’ego i jego odkrycie nie zostało uznane.
Kieruje Zespołem Astrofizyki Teoretycznej na Wydziale Fizycznym Uniwersytetu Andyjskiego w Méridzie w Wenezueli.
Jest popularyzatorem astronomii. Zaproponował, aby niektórym z odkrytych przez niego planetoid nazwy nadawały dzieci i młodzież z całego świata.